# Oxytropis inopinata
Oxytropis inopinata är en ärtväxtart som beskrevs av Boris Alexandrovich Jurtzev. Oxytropis inopinata ingår i släktet klovedlar, och familjen ärtväxter. Inga underarter finns listade i Catalogue of Life.